# Ortensio Zecchino
Ortensio Zecchino (ur. 20 kwietnia 1943 w Asmarze) – włoski prawnik, historyk i polityk, wykładowca akademicki, minister szkolnictwa wyższego, senator i eurodeputowany.

## Życiorys
Ukończył studia prawnicze na Università degli Studi di Napoli Federico II, po których rozpoczął karierę naukową. Obejmował stanowiska profesora na Uniwersytetach „Carlo Bo” w Urbino i „Suor Orsola Benincasa” w Neapolu. Specjalizował się w historii państwa i prawa średniowiecznego. Związany z licznymi instytucjami i towarzystwami naukowymi.
Należał do Chrześcijańskiej Demokracji. Pełnił funkcję radnego Ariano Irpino (1964–1968), był członkiem rady regionalnej Kampanii (1970–1979). Następnie przez pięć lat zasiadał w Parlamencie Europejskim I kadencji jako członek grupy Europejskiej Partii Ludowej.
W latach 1987–2001 był członkiem Senatu X, XI, XII i XIII kadencji. Po rozpadzie chadecji przystąpił do Włoskiej Partii Ludowej. Od 21 października 1998 do 2 lutego 2001 zajmował stanowisko ministra szkolnictwa wyższego, nauki i technologii w dwóch rządach Massima D’Alemy i w gabinecie Giuliana Amato. Odszedł z tego urzędu jeszcze przed kolejnymi wyborami parlamentarnymi, współtworząc nową partię Europejska Demokracja, która nie odniosła sukcesu. Przez kilka lat nie angażował się aktywnie w bieżącą politykę. W 2009 przystąpił do niewielkiego centrowego ugrupowania o nazwie Sojusz Centrum na rzecz Wolności (został jego przewodniczącym).